# Прімера Дивізіон (Домініканська Республіка)
Прімера Дивізіон Домініканської Республіки, згодом — Ліга Майор (ісп. Primera División de República Dominicana / Liga Mayor) — аматорське змагання з футболу з-поміж клубів Домініканської Республіки, організований місцевою федерацією. Він був заснований у 1970 році, а останнім сезоном став — 2013/14. У 2015 році його замінила професіональна Домініканська футбольна ліга.

## Історія
Турнір створено 1970 року, протягом багатьох років проводився в одному дивізіоні, незважаючи на логістичні проблеми, проводилося до сезону 2002/03 років.
У сезонах 2002/03 та 2003/04 років турнір проводився як другий дивізіон Ліги Майор, тоді як 2005 рік також проходив без клубів вищої ліги 2004/05 (окрім команд, «Харабакоа» і «Домінго Савіо-Ла Вега», які вилетіли). З розіграшу 2006 року чемпіонат перестав бути пов’язаним з Лігою Майор, а в ньому взяли участь команди з провінцій країни, а також з деяких університетів та навчальних закладів.
Незважаючи ні на що, Вища ліга продовжувала зміцнюватися в рамках десятирічного плану Федерації футболу, незважаючи на критику та незначне просування по службі. У середині 2014 року почали прогнозувати можливість професіоналізації футболу в країні. Таким чином ДФЛ спочатку представлений деякими командами, які належали командам з Професіональної бейсбольної ліги Домініканської Республіки (ЛІДОМ), але зрештою ці клуби пішли з турніру через розбіжності з Федерації футболу.
У січні 2015 року офіційно оголосили про створення Домініканської футбольної ліги. Тим самим розгорнувся гучний ажіотаж у ЗМІ. Також повідомляється, що CDN SportsMax буде основним каналом для матчів ДФЛ.

## Формат
Починаючи з сезону 1993 року команди Домініканської Республіки не брали участь у клубному чемпіонаті КФС чи Лізі чемпіонів КОНКАКАФ, оскільки Ліга Майор ніколи не була професіональною лігою як такою.

## Досягнення

### Національний чемпіонат
- 1970: «Еспанья»
- 1971: «Еспанья»
- 1972: УКММ (Сантьяго-де-лос-Кабальєрос)
- 1973: УКММ (Сантьяго-де-лос-Кабальєрос)
- 1974: УКММ (Сантьяго-де-лос-Кабальєрос)
- 1975: «Мока»
- 1976: «Мока»
- 1977: «Мока»
- 1978: «Мока»
- 1979-80: невідомий
- 1981: «Універсідад Аутонома» (Санто-Домінго)
- 1982-83: невідомий
- 1984: «Мока»
- 1985: «Мока»
- 1986: «Мока»
- 1987: «Мока»
- 1988: «Універсідад Аутонома» (Санто-Домінго)
- 1989: «Універсідад Аутонома» (Санто-Домінго)
- 1990: «Універсідад Аутонома» (Санто-Домінго)
- 1991: «Сан-Крістобаль Банкредіткар» (Сан-Крістобаль)
- 1992: «Сан-Крістобаль Банкредіткар» (Сан-Крістобаль)
- 1993: «Сан-Крістобаль» (Сан-Крістобаль)
- 1994: «Сан-Крістобаль Банкредіткар» (Санто-Домінго)
- 1995: «Мока»
- 1996: не проводився
- 1997: «Сантос» (Сан-Крістобаль)
- 1998: «Домінго-Савіо» (Ла-Вега)
- 1999: «Мока»
- 2000/01: «Атлетико Пантоя»
- 2001/02: невідомий
- 2002/03: «Атлетико Пантоя»
- 2003/04: «Каса-де-Еспанья»
- 2005   : «Дон Боско Харабакоа»
- 2006   : «Ла-Вега» (Ла-Вега)

### Ліга Майор
| Сезон   | Чемпіон                     | Віце-чемпіон              |
| ------- | --------------------------- | ------------------------- |
| 2001-02 | «Банінтер» (Харабакоа)      | ---                       |
| 2002-03 | «Банінтер» (Харабакоа)      | ---                       |
| 2003-04 | не проводився               | не проводився             |
| 2004-05 | «Атлетико Пантоя» (Ла-Вега) | ---                       |
| 2005-06 | не проводився               | не проводився             |
| 2007    | «Барселона Атлетіко»        | ---                       |
| 2007-08 | не проводився               | не проводився             |
| 2009    | «Атлетико Пантоя» (Ла-Вега) | «Сан-Крістобаль»          |
| 2010    | «Мока»                      | «Домінго-Савіо» (Ла-Вега) |
| 2011-12 | «Атлетико Пантоя» (Ла-Вега) | «Баугер»                  |
| 2012-13 | «Мока»                      | «Дон Боско» (Харабакоа)   |
| 2014    | «Мока»                      | «Дон Боско» (Харабакоа)   |

## Титули по клубах
| Клуб                           | Чемпіон | Роки чемпіонств                                                                 |
| ------------------------------ | ------- | ------------------------------------------------------------------------------- |
| «Мока»                         | 13      | 1975, 1976, 1977, 1978, 1984, 1985, 1986, 1987, 1995, 1999, 2010, 2012-13, 2014 |
| «Атлетико Пантоя»              | 5       | 2000-01, 2002-03, 2004-05, 2009, 2011-12                                        |
| Універсідад Автонома           | 4       | 1981, 1988, 1989, 1990                                                          |
| «Сан-Крістобаль Банкредіткард» | 3       | 1991, 1992, 1994                                                                |
| УКММ                           | 3       | 1972, 1973, 1974                                                                |
| «Еспанья»                      | 2       | 1970, 1971                                                                      |
| «Банінтер»                     | 2       | 2001-02, 2002-03                                                                |
| «Сан-Крістобаль»               | 1       | 1993                                                                            |
| «Сантос»                       | 1       | 1997                                                                            |
| «Домінго-Савіо»                | 1       | 1998                                                                            |
| «Каса де Еспанья»              | 1       | 2003-04                                                                         |
| «Дон-Боско» (Харабакоа)        | 1       | 2005                                                                            |
| «Ла-Вега»                      | 1       | 2006                                                                            |
| «Барселона Атлетіко»           | 1       | 2007                                                                            |